# Lunar Lake (processor)
Lunar Lake is de codenaam voor een toekomstige generatie van computerprocessoren van Intel, die zal worden gelanceerd in de tweede helft, als 'opvolger' van Meteor Lake-U. De serie omvat enkel processors bedoeld voor dunne en lichte laptops. De echte opvolger van Meteor Lake-U is Arrow Lake-U, Lunar Lake is een aparte groep processors die, net als Meteor Lake-U gericht is op energiezuinigheid voor laptops, echter is de NPU vergroot ten koste van het aantal CPU-kernen. De transistors waarmee Intel zal gaan bouwen met deze generatie zijn Intels eigen 18A voor de CPU-tile en transistors van TSMC zelf voor de andere tiles, zoals GPU- en I/O-tiles.

## Geschiedenis
De naam 'Lunar Lake' werd voor het eerst bekend in 2020. Toen verscheen deze in Linux-codes en -drivers. Het bestaan van niet alleen Lunar Lake, maar ook verschillende GPU's van Intel werd bevestigd in een later stadium in 2020. Ook een bekend YouTube-account met de naam 'Moore's law is Dead' bevestigde de naam Lunar Lake.
In 2023 en 2024 heeft Intel zelf in verschillende presentaties Lunar Lake toegelicht met bijbehorende marketingclaims. Zo zou Lunar Lake de nadruk leggen op de AI-prestaties met de grootste NPU van Intel in consumentenhardware tot nu toe.
De iGPU van Lunar Lake zal worden gebaseerd op de Battlemage-architectuur, welke Alchemist in Meteor Lake opvolgt. Bovendien komen er meer GPU-kernen beschikbaar voor Lunar Lake.

### Diamond Rapids
Het serversegment van Intels generaties heeft meestal een eigen codenaam. In deze generatie is de codenaam Diamond Rapids, dit is in 2023 ook bevestigd door Intel. Het zal de opvolger worden van Granite Rapids.